# Том-том
Том-томите (да не се бъркат с там-тамите) са ударни музикални инструменти от групата на мембранофонните инструменти.
Тъй като в музикалната пракитика се използва комплект от няколко том-тома, затова названието на инструмента обикновено се среща в множествено число. Могат да се сбъркат по име с там-тамите.
Всеки том-том се състои от средно дълъг цилиндричен корпус, с опъната на него кожа.
Използва се във фолклорната музика на индианските племена и в Азия. С навлизането на джаза том-томите бързо намират приложение в него като част от комплекта барабани. Ранните джаз барабанисти са ги използвали направо в автентичния им вид, по-късно те биват видоизменени, като настройването на кожите им става с обръчи и винтове.
В популярната музика се използват в комплект барабани стандартно три том-тома – два високи, на които българските музиканти казват още „алтове“, разположени над големия барабан, и един нисък том-том, който има крака и е разположен на земята, наричан още „бас тимпан“ или „флортом“. Някои рок барабанисти отдават толкова голямо значение на том-томите като изразно средство, че добавят много повече том-томи и създават комплекти с впечатляващ вид и оригиналност.
В класическата музика се използват комплект от седем том-тома, наредени хоризонтално, като всеки том-том е настроен на определен тон, обхващайки целия музикален звукоред. Всеки от том-томите е разположен на стойка. Тук освен палки за барабани се използват и палки за тимпани в зависимост от изискванията на композитора.
В маршовите оркестри, състоящи се само от ударни музикални инструменти, том-томите са обикновено четири на брой плюс два бонгоса, разположени пред тях. Барабанчиците, свирещи на тях, закачат метален холдър на раменете си, като в долния му край прикрепват целия комплект от том-томи. Използват се специални палки за том-томи, които се състоят от дебели дървени дръжки с накрайници от кече. В маршовата музика том-томите често биват наричани „тенори“.